# Cana Verde
Cana Verde est une municipalité brésilienne de l'État du Minas Gerais et la microrégion de Campo Belo.